# Walking with Beasts
Walking with Beasts (título traducido en Hispanoamérica como Paseando con bestias y en España como Caminando entre las bestias) es una serie documental para televisión de seis episodios, creada por Impossible Pictures y producida por la cadena británica BBC Discovery Channel, ProSieben y TV Asahi, y estrenada por primera vez en 2001. Al igual que su predecesora de 1999 Walking with Dinosaurs (Caminando entre dinosaurios) Walking with Beasts recrea diversos animales prehistóricos realizados en imágenes generadas por computadora o mediante la filmación de marionetas animatrónicas e intenta mostrar cómo eran sus vidas en su hábitat natural, aunque esta vez se centra en las aves y sobre todo los grandes mamíferos de la Era Cenozoica y no en los dinosaurios como en la serie anterior. En cada episodio se siguen las vivencias de un animal protagonista en particular, al igual que en la serie anterior. En su emisión en Discovery Channel se cambió su título a Caminando con criaturas prehistóricas.
La banda sonora de Walking with Beasts es una creación del compositor Ben Bartlett. Para más información véase Anexo:Walking with... (bandas sonoras).

## Producción

### Preproducción, investigación y escritura

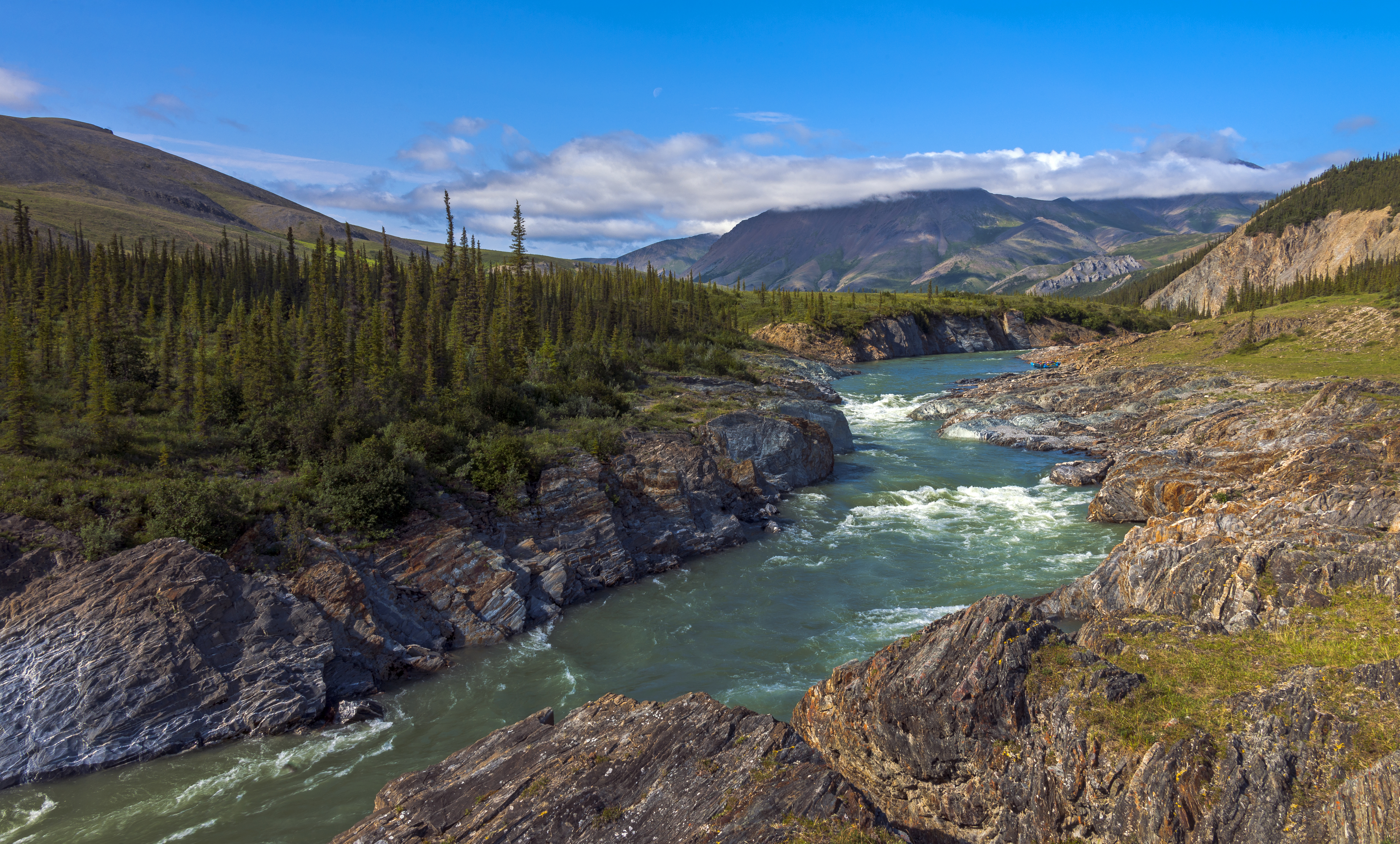
El episodio final de Walking with Beasts, Mammoth Journey, fue filmado en Yukon, Canadá

Tras el éxito de Walking with Dinosaurs, el productor ejecutivo Tim Haines concibió a Walking with Beasts como una secuela. El objetivo que se pretendía era presentar al público general a los fascinantes mamíferos (y otros animales) de la era Cenozoica, tradicionalmente menos representados en la cultura popular que los dinosaurios. El presupuesto de Walking with Beasts fue de £4.2 millones, uno de los más costosos documentales jamás hechos pero mucho menor que el de una película con necesidades comparables de efectos visuales. Tim Haines atribuyó la finalización de la serie a pesar de esto, a su sólida planeación.
La investigación para preparar a Walking with Beasts fue llevada a cabo a tiempo completo por casi dos años por el geólogo Paul Chambers y el zoólogo Alex Freeman. Al igual que Walking with Dinosaurs, se estableció que Walking with Beasts consistiría de seis episodios, lo cual significa a su vez que se necesitaban seis escenarios apropiados para el programa. Chambers y Freeman escogieron las locaciones del programa con base en la cantidad de buena evidencia fósil, su posición en la línea temporal y el número de animales interesantes. Las ideas para algunos de los episodios fueron escogidas antes de que se hiciera la investigación, como el hacer un episodio sobre los mamuts lanudos y un episodio sobre los indricoterios. Durante la mayor parte del proceso, Chambers y Freeman estuvieron considerando hacer más de seis locaciones, lo cual significa que fueron forzados a abandonar algunas ideas de episodios potenciales. Entre las ideas descartadas estaban un episodio situado en Australia, con base en los fósiles del yacimiento de Riversleigh. Después de seleccionar las seis locaciones definitivas, el escoger cuáles animales aparecerían en cada episodio fue un proceso sencillo.
Después de que Chambers y Freeman habían decidido sobre los episodios viables para el programa, las locaciones para filmación de Walking with Beasts fueron escogidas por la productora asistente Annie Bates por un periodo de nueve meses. Bates habló primero con paleobotánicos para establecer qué lugares disponibles eran lo suficientemente parecidos a los parajes antiguos que se buscaba representar. Tras determinar una selección suficientemente exhaustiva de posibles locaciones de filmación, Bates viajó a los diferentes sitios con una cámara de video para grabar metraje de prueba, el cual fue visto por los productores para darse una idea del terreno. Las locaciones de filmación de Walking with Beasts incluyeron Florida, México, Java, Arizona, Brasil, Sudáfrica y Yukon.
A fin de escribir las historias para la serie, los productores Jasper James y Nigel Paterson vieron numerosos documentales de naturaleza sobre animales modernos. Ellos querían evitar que los episodios se volvieran simples "listas de animales y de cómo vivían" y en cambio querían atraer a los televidentes a su historia y hacerles querer saber que les pasaría a los animales después. Chambers y Freeman también trabajaron en los guiones, con el objetivo de asegurar que se mostrara en la serie el comportamiento inferido de cada animal tanto como fuera posible. Al final, cada episodio de Walking with Beasts terminó teniendo un diferente tipo de historia. Por ejemplo, Next of Kin (el episodio cuatro) sigue a un grupo de Australopithecus pasando por momentos difíciles mientras que Land of Giants (el episodio tres) sigue a un joven Indricotherium en sus primeros años de vida. Los detalles de la trama y de cómo se comportaban los animales fueron guiados por la evidencia fósil; James afirmó en el material detrás de cámaras que ningún detalle de las historias de Walking with Beasts estaba basado en la ficción.

### Efectos especiales y filmación

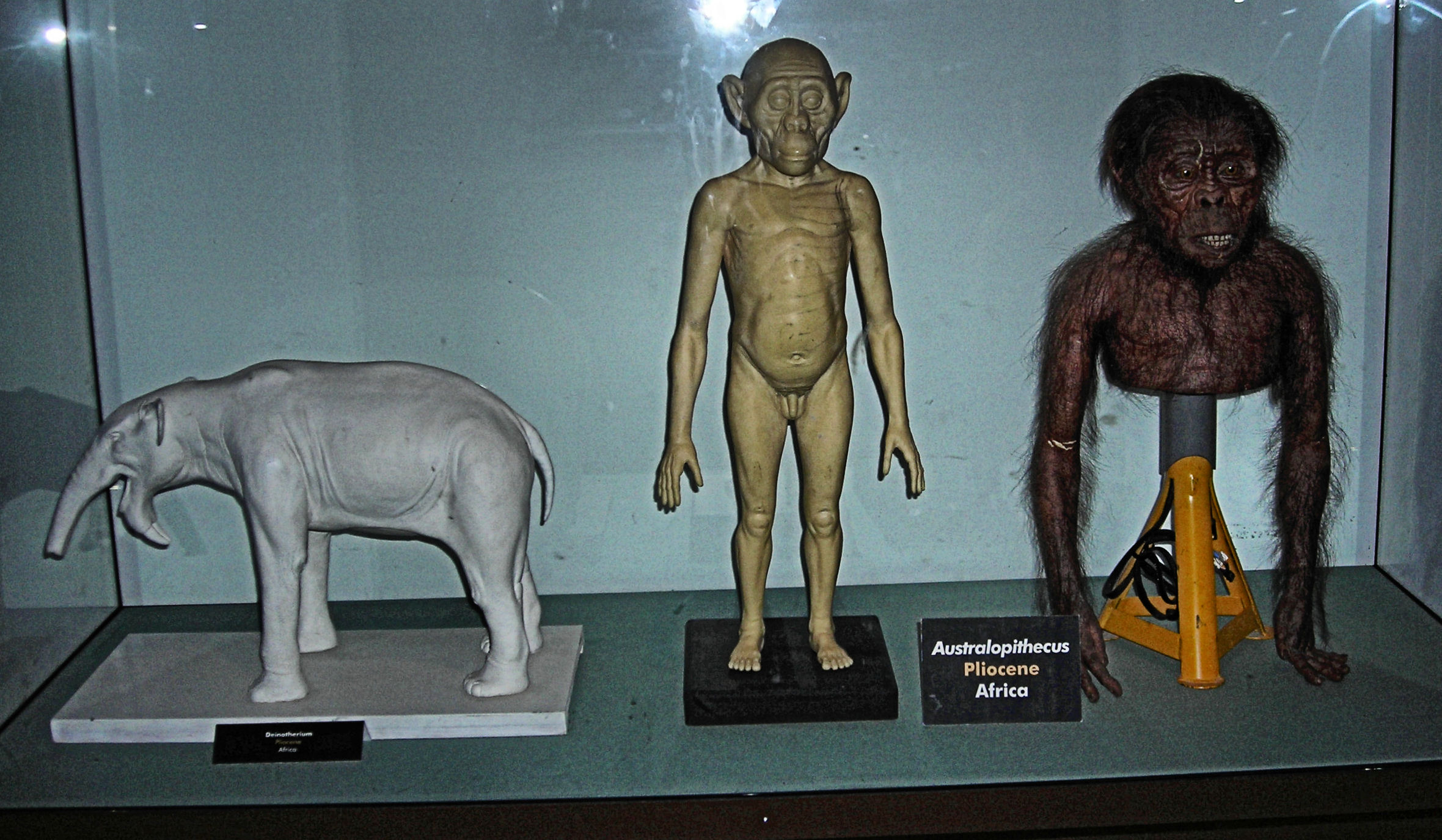
Maquetas de Deinotherium (izquierda) y Australopithecus (derecha), usado para crear los modelos computarizados de in Walking with Beasts

Chambers y Freeman trabajaron con escultores para crear reconstrucciones precisas de los animales de la serie. Los paleontólogos especialistas y otros investigadores relevantes fueron consultados para cada animal a fin de que aconsejaran sobre su comportamiento y apariencia. Para algunos de los animales representados en Walking with Beasts, era la primera vez que se recreaban por medio de modelos. Los modeladores se basaron en dibujos y fotos del material fósil. Se necesitaron varias semanas para crear cada maqueta. Una vez finalizadas, se escanearon las maquetas para crear los modelos computarizados en tres dimensiones. Las texturas de los animales fueron realizadas por diseñadores de piel, con asesoría de los investigadores. Para algunos de los animales de Mammoth Journey (episodio seis), las pinturas rupestres pudieron dar una idea de los colores de los animales en vida, pero para muchos otros los patrones de color fueron especulaciones informadas.
Como ocurrió antes para Walking with Dinosaurs, los gráficos computarizados de Walking with Beasts fueron creados por la compañía de efectos visuales Framestore. Los animadores trabajaron de cerca con los investigadores; se llevaron expertos para ver a detalle los movimientos de cada animal para asegurar que se movieran correctamente y se dieron asesoramientos sobre qué comportamientos pudo haber mostrado cada criatura. La animación de los animales de Walking with Beasts fue más difícil que en Walking with Dinosaurs debido a que los mamíferos suelen tener más partes móviles que los dinosaurios, como vibrisas, cejas y varias partes flexibles y bamboleantes. Adicionalmente, el equipo de producción consideró que las audiencias serían más críticas con los movimientos dados a los mamíferos de lo que lo fueron con los dinosaurios, debido a que los televidentes estarían  más familiarizados con la manera en que se mueven los mamíferos; sería entonces más fácil señalar movimientos incorrectos. Para el equipo la criatura más difícil de animar fue Australopithecus, el cual en términos de sus movimientos tenía que parecer "más que un simio pero menos que un humano".

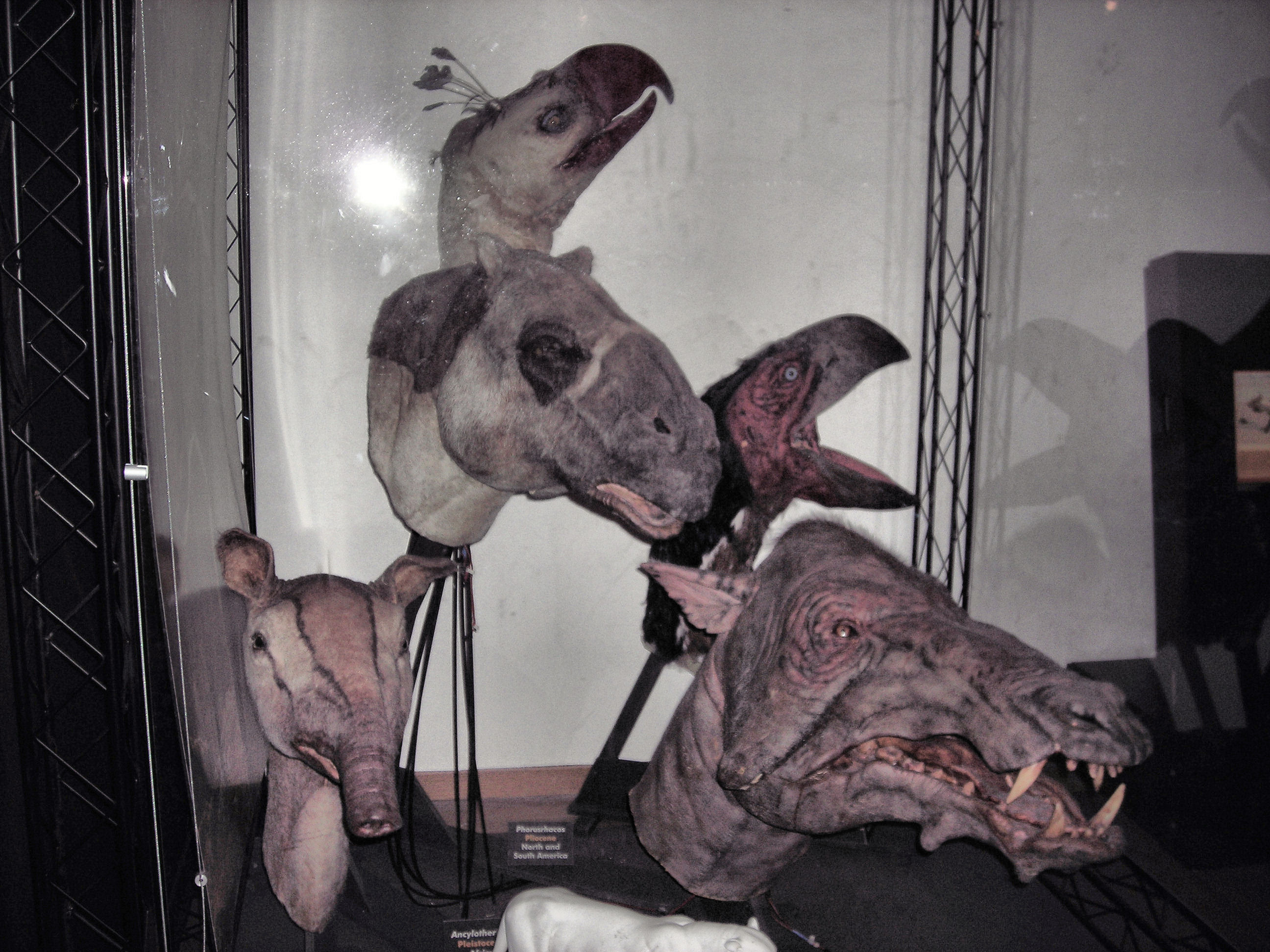
Cabezas de modelos animatrónicos de varios animales usados para ciertas tomas en la serie

La filmación de Walking with Beasts tomó entre cuatro a cinco semanas. La filmación era usualmente una cuestión de colectar las tomas con las locaciones en las que más tarde se agregarían los animales generados por computadora. A veces fue necesario replicar el impacto que los animales animados tendrían sobre su ambiente, tales como las huellas dejadas en la nieve por el mamut lanudo. No todas las partes de filmar a las criaturas de la serie fueron enteramente imaginarias ya que para Walking with Beasts se hizo un amplio uso de modelos animatrónicos y títeres para las tomas cercanas. Estos modelos fueron creados por la compañía de efectos especiales Crawley Creatures, la misma compañía responsable de los animatrónicos de la serie precedente Walking with Dinosaurs. Tomando en cuenta que muchos de los animales de Walking with Beasts tienen pelaje y requerían de expresiones faciales más complejas, la creación de los animatrónicos de Walking with Beasts fue más dificultosa que antes. Durante la producción, el equipo de animatrónicos creció de siete a dieciocho personas y se agregó apoyo adicional contratando a especialistas externos.
Al igual que los gráficos por computadora, se consultó a expertos para algunos de los efectos prácticos. Entre los científicos consultados estuvo el arqueólogo y antropólogo Michael Bisson, un experto en herramientas del Paleolítico medio, quien ayudó a fabricar algunas de las herramientas que se usaron en el programa para los neandertales y los humanos anatómicamente modernos.
Los animatrónicos fueron creados y usados por un periodo de cerca de un año y medio. En total, se usaron cerca de 40 diferentes elementos animatrónicos, muchos de los cuales eran cabezas de los animales. Los movimientos amplios de los animatrónicos eran controlados por los titiriteros, mientras que los movimientos más sutiles eran controlados de forma remota y operados mediante servomotores. En algunas tomas de acercamiento, Australopithecus fue representado por actores con prostéticos. Los neandertales y humanos modernos en cambio fueron representados por actores también en las tomas lejanas, y los actores que interpretaron a los neandertales utilizaron prostéticos. Los prostéticos usados por los actores también fueron realizados por Crawley Creatures.

### Diseño de sonido y musicalización
El diseño de sonido para Walking with Beasts fue realizado por Kenny Clark. Clark y su asociado Jovan Ajder comenzaron el proceso al grabar efectos de sala, tales como pisadas. A continuación, Clark y Ajder comenzaron a construir una biblioteca de sonidos registrando sus propios sonidos y contactando a compañías de efectos especiales por medio de Internet alrededor del mundo. Después de que se pudo ensamblar una considerable colección de sonidos de animales, estos fueron mezclados, cortados o reproducidos al revés para crear los sonidos de las criaturas. Los ruidos de Leptictidium eran sonidos de nutrias, con un cambio de tono y en reversa, y los sonidos de Gastornis se componen de sonidos de un mono y una serpiente de cascabel, levemente editados. Megatherium fue interpretado por sonidos de cabras, aunque con un tono considerablemente bajo, Embolotherium es resultado de sonidos de morsas y rinocerontes, Macrauchenia por asnos, Indricotherium por osos y rinocerontes y Chalicotherium por un hipopótamo. Para Australopithecus se planeaba inicialmente darle sonido mediante voces humanas armonizadas, idea que fue abandonada en favor del uso de sonidos de monos. Los mamuts lanudos se basaron en elefantes y para Smilodon se usaron leones y tigres. La mezcla final de sonido fue hecha por Chris Burdon, quien combinó un total of 64 pistas de sonido (incluyendo a la narración, música, sonidos de animales y ruidos de fondo) para producir la pista de sonido estéreo final para la serie.
Benjamin Bartlett, quien anteriormente trabajó en Walking with Dinosaurs, compuso la música de Walking with Beasts. El proceso de composición comenzó con Bartlett y los directores (Jasper James y Nigel Paterson) viendo los diferentes episodios sin sonido y determinando las escenas específicas que destacaron que requerirían particularmente el acompañamiento musical. Bartlett tuvo un enfoque diferente para Walking with Beasts del que había tenido para Walking with Dinosaurs; la partitura de la serie anterior frecuentemente incluía temas sofisticados y compases orquestales para reflejar la grandiosidad de los dinosaurios. Al llegar al Cenozoico, Bartlett encontró que era mucho más difícil de caracterizar, concluyendo que las "bestias" eran menos "refinadas" que los dinosaurios que los precedieron. Como resultado, la banda sonora de Walking with Beasts desobedece intencionalmente las reglas estándar de la armonía sofisticada, enfocándose en la simplicidad pero también en ocasiones tiene "grandes bloques de sonidos chocando sin ser invitados".

## Episodios

### Walking with Beasts
| N.º | Título                                    | Época y lugar                                            | Dirigido por                  | Fecha de emisión original | Audiencia (millones) |
| --- | ----------------------------------------- | -------------------------------------------------------- | ----------------------------- | ------------------------- | -------------------- |
| 1 | «"Nuevo Amanecer" (New Dawn)»             | Alemania, hace 49 millones de años (Eoceno)              | Jasper James & Nigel Paterson | 15 de noviembre de 2001   | 13.99                |
| El primer episodio se sitúa dieciséis millones de años tras la extinción de los dinosaurios no avianos. Las aves, un linaje sobreviviente de dinosaurios, tales como el enorme carnívoro Gastornis, gobiernan el mundo mientras que los mamíferos siguen siendo pequeños. El episodio explora a los precursores de varios de los principales linajes de animales del Cenozoico y se scentra en la familia de Leptictidium, superficialmente parecido a una musaraña. Otros animales incluyen a Propalaeotherium, uno de los primeros antecesores de los caballos, y a Ambulocetus, un ancestro anfibio de los cetáceos. |                                           |                                                          |                               |                           |                      |
| 2 | «"Ballena Asesina" (Whale Killer)»        | Mar de Tetis/Pakistán, hace 36 millones de años (Eoceno) | Jasper James & Nigel Paterson | 22 de noviembre de 2001   | 11.34                |
| El segundo episodio se sitúa durante un periodo de enfriamiento a finales del Eoceno, el cual cambia drásticamente las corrientes oceánicas y el clima. Los cambios climáticos impactan a los animales en diferentes formas. En tierra, el enorme mamífero depredador Andrewsarchus es forzado a desplazarse a una playa para alimentarse de tortugas marinas y una manada de Embolotherium lucha por sobrevivir. En el océano, una madre Basilosaurus se esfuerza por mantenerse alimentada así como a su cría recién nacida, fallando en cazar tanto a un Moeritherium como Apidium, tras haber sido orillada a nadar en un manglar en busca de comida. |                                           |                                                          |                               |                           |                      |
| 3 | «"Pequeño Gigante" (Land of Giants)»      | Mongolia, hace 25 millones de años (Oligoceno)           | Jasper James & Nigel Paterson | 29 de noviembre de 2001   | 9.27                 |
| El tercer episodio toma lugar en la Mongolia de finales del Oligoceno, en donde las lluvias estacionales son seguidas por largos periodos de sequía. Se hace seguimiento a una Indricotherium, un gigantesco rpariente sin cuernos de los rinocerontes, y su joven cría macho. La madre se esfuerza por mantener a su cría, defendiéndose de depredadores tales como Hyaenodon y tratando de enseñarle cómo sobrevivir por su cuenta. El episodio además presenta a otros animales en los alrededores, incluyendo a Hyaenodon, entelodontes y calicoterios, y sus dificultades mientras tratan de sobrellevar las épocas de sequía. |                                           |                                                          |                               |                           |                      |
| 4 | «"Parientes cercanos" (Next of Kin)»      | Etiopía, hace 3.2 millones de años (Plioceno)            | Jasper James & Nigel Paterson | 6 de diciembre de 2001    | 5.92                 |
| El cuarto episodio se sitúa en el Valle del Rift en Etiopía y sigue a un grupo de Australopithecus, pequeños homininos primitivos que están entre los primeros simios en caminar erguidos. Se exploran los lazos sociales y la jerarquía del grupo, así como los medios de comunicación de Australopithecus, las relaciones con otros grupos, y como sobreviven a animales peligrosos como el pariente antiguo de los elefantes Deinotherium y el félido dientes de sable Dinofelis. A ciertos Australopithecus se les dieron nombres, como el macho dominante "Grey", su rival "Hércules" y al más joven "Blue". |                                           |                                                          |                               |                           |                      |
| 5 | «"Diente de sable" (Saber-Tooth)»         | Paraguay, hace 1 millón de años (Pleistoceno)            | Jasper James & Nigel Paterson | 13 de diciembre de 2001   | 5.87                 |
| El quinto episodio explora la extraña fauna de América del Sur, que había estado aislada por varios millones de años, y los efectos del Gran intercambio americano, el cual había sucedido cerca de 1.5 millones de años antes. Entre los curiosos animales que habitan el subcontinente está el gigantesco Doedicurus acorazado, Macrauchenia con un apariencia vagamente parecida a al de un camello con trompa, el gran perezoso terrestre Megatherium y el ave del terror Phorusrhacos. El episodio se enfoca en particular en el félido dientes de sable cat Smilodon populator, siguiendo a un macho de Smilodon apodado "Diente partido" y sus esfuerzos para reclamar su clan y territorio tras haber sido derrotado y exiliado por dos machos rivales. También muestra como los caninos superiores de 18 centímetros de Smilodon eran demasiado frágiles para morder los huesos, por lo que Smilodon podría comer solo las partes más blandas de sus presas.Tras esto, Phorusrhacos podría comer la carroña de las presas del félido. |                                           |                                                          |                               |                           |                      |
| 6 | «"Migración de Mamuts" (Mammoth Journey)» | Bélgica, hace 30 mil años (Pleistoceno)                  | Jasper James & Nigel Paterson | 20 de diciembre de 2001   | 9.48                 |
| El sexto episodio toma lugar durante la última edad glacial, comenzando en el pico del verano cuando el mar del Norte se había vuelto una planicie de pastizales, que eran consumidos por los mamuts lanudos, antílopes saiga y bisontes. También están presentes allí los humanos modernos. El episodio se centra en la migración de una manada de mamuts lanudos, a medida que marchan desde el Mar del Norte hasta los Alpes suizos durante el invierno, y de regreso en la época de verano. En su viaje, la manada de mamuts se encuentra con otros animales de la edad del hielo, tales como el ciervo gigante Megaloceros, rinocerontes lanudos y a otra especie humana, el hombre de Neanderthal. |                                           |                                                          |                               |                           |                      |

BBC One emitió la serie semanalmente en las noches de los jueves, con una repetición regular en los domingos siguientes en la tarde. En 2010, la serie fue repetida en BBC Three en formato de maratón, con episodios de tres horas de duración.

### The Science of Walking with Beasts
The Science of Walking with Beasts, un documental de dos episodios complementario de la serie, se estrenó en noviembre de 2001 en BBC One. Esta serie muestra entrevistas con los paleontólogos y explicaciones de cómo el registro fósil y los parientes modernos han informado sobre lo que es conocido de los animales representados de la serie Walking with Beasts, así como breves secciones mostrando el desarrollo de las animaciones por computadora y los animales animatrónicos usados en la serie.
| N.º | Título                                                | Dirigido por   | Fecha de emisión original | Audiencia (millones) |
| --- | ----------------------------------------------------- | -------------- | ------------------------- | -------------------- |
| 1 | «"El Triunfo de las Bestias" (Triumph of the Beasts)» | Kate Bartlett  | 21 de noviembre de 2001   | 5.86                 |
| Explica como los mamíferos evolucionaron para ser más grandes y más dominantes, tomando con el tiempo el lugar de los dinosaurios como algunas de las más exitosas criaturas en el planeta. Se muestran el yacimiento fósil de Messel y los descubrimientos de fósiles hechos por Roy Chapman Andrews. |                                                       |                |                           |                      |
| 2 | «"Las Bestias Interiores" (Beasts Within)»            | Nigel Paterson | 28 de noviembre de 2001   | 5.96                 |
| Muestra como los primates prehistóricos evolucionaron hacia el ser humano moderno, y cuales atributos hicieron a los ancestros de los humanos tan exitosos. Se muestra al yacimiento de La Cotte de St Brelade.                                                                                        |                                                       |                |                           |                      |

## Recepción
En el estreno de New Dawn, el primero de los episodios de Walking with Beasts realizado en el canal BBC One atrajo a 8.5 millones de televidentes y un porcentaje de audiencia de 35%. Aunque esta cifra se queda corta con respecto a la primera emisión de Walking with Dinosaurs (15 millones de televidentes), se consideró como un gran éxito debido al ambiente televisivo mucho más competitivo de 2001 y también gracias a que obtuvo 2.6 millones de televidentes más por sobre la audiencia promedio de BBC One durante esa franja horaria.

### Reseñas
Walking with Beasts fue elogiada por sus efectos. Tanto Paul Hoggart, reseñando para The Times como Nancy Banks-Smith, escritora para The Guardian, coincidieron en que la serie mostraba brillantez técnica y estupendas reconstrucciones computarizadas. Sin embargo, Banks-Smith criticó la narración, escribiendo que esta no había "avanzado más allá de la tiza y el pizarrón" y que estaba "tan claramente dirigida a niños inteligentes pero es tan difícil de hacerse escuchar que sentías que te hacía menos". Jennifer Selway, en su reseña para Daily Express, señaló que aunque la tecnología y el esfuerzo puestos en realizar Walking with Beasts eran "asombrosos", su temática no mantenía el mismo interés que los dinosaurios y que el equipo de producción quizás debió haber hecho en cambio un "Caminando con más dinosaurios".

### Reconocimientos
Walking with Beasts ganó un premio BAFTA de entretenimiento interactivo por mejora en los medios lineales, un Monitor Award por Especiales de televisión originados en películas - Animación 3D, un RTS Television Award por multimedia e interactivo y un Premio Primetime Emmy por Programa destacado animado (para programas de una hora o más). Walking with Beasts También fue nominado a un premio Primetime Emmy por efectos visuales sobresalientes para una miniserie, película o especial y Premios BAFTA TV al mejor sonido (factual) y por mejores efectos visuales y diseño gráfico.

## En otros medios

### Libros
Un libro complementario a la serie, titulado Walking with Beasts: A Prehistoric Safari (titulado simplemente como Walking with Prehistoric Beasts en Estados Unidos), fue escrito por Haines y publicado en 2001. Este es un libro de mesa que explora la vida en el Cenozoico a través de los mismos escenarios y animales que en la propia serie y contiene barras laterales con datos de los mismos y está ilustrado con imágenes fijas de la serie. Walking with Beasts: A Prehistoric Safari recibió una reseña positiva en la revista de reseñas de libros Publishers Weekly.
Además del libro complementario más grande, también se publicaron varios libros para niños para acompañar la serie: Walking with Beasts Annual 2002 (un libro de tapa dura más largo), Walking with Beasts: 3-D Beasts (con imágenes en tres dimensiones) y Walking with Beasts: Survival! de Stephen Cole, con fotografías de la serie. Walking with Beasts: Survival! fue lanzado en los Estados Unidos con el título Walking with Prehistoric Beasts: Photo Journal. También había un libro de pegatinas de Walking with Beasts.

### Exhibición

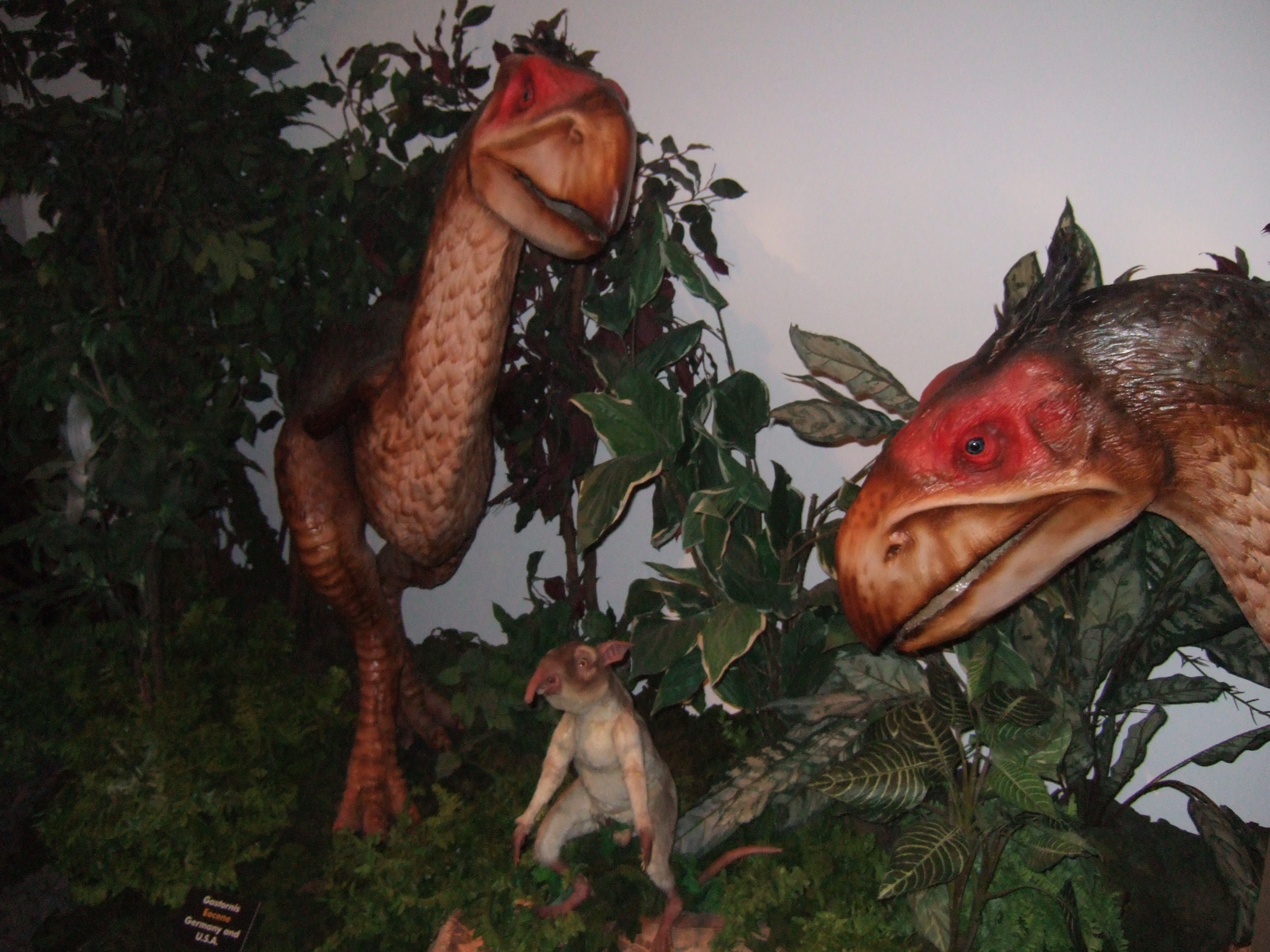
Modelo de Gastornis de la exposición de Walking with Beasts

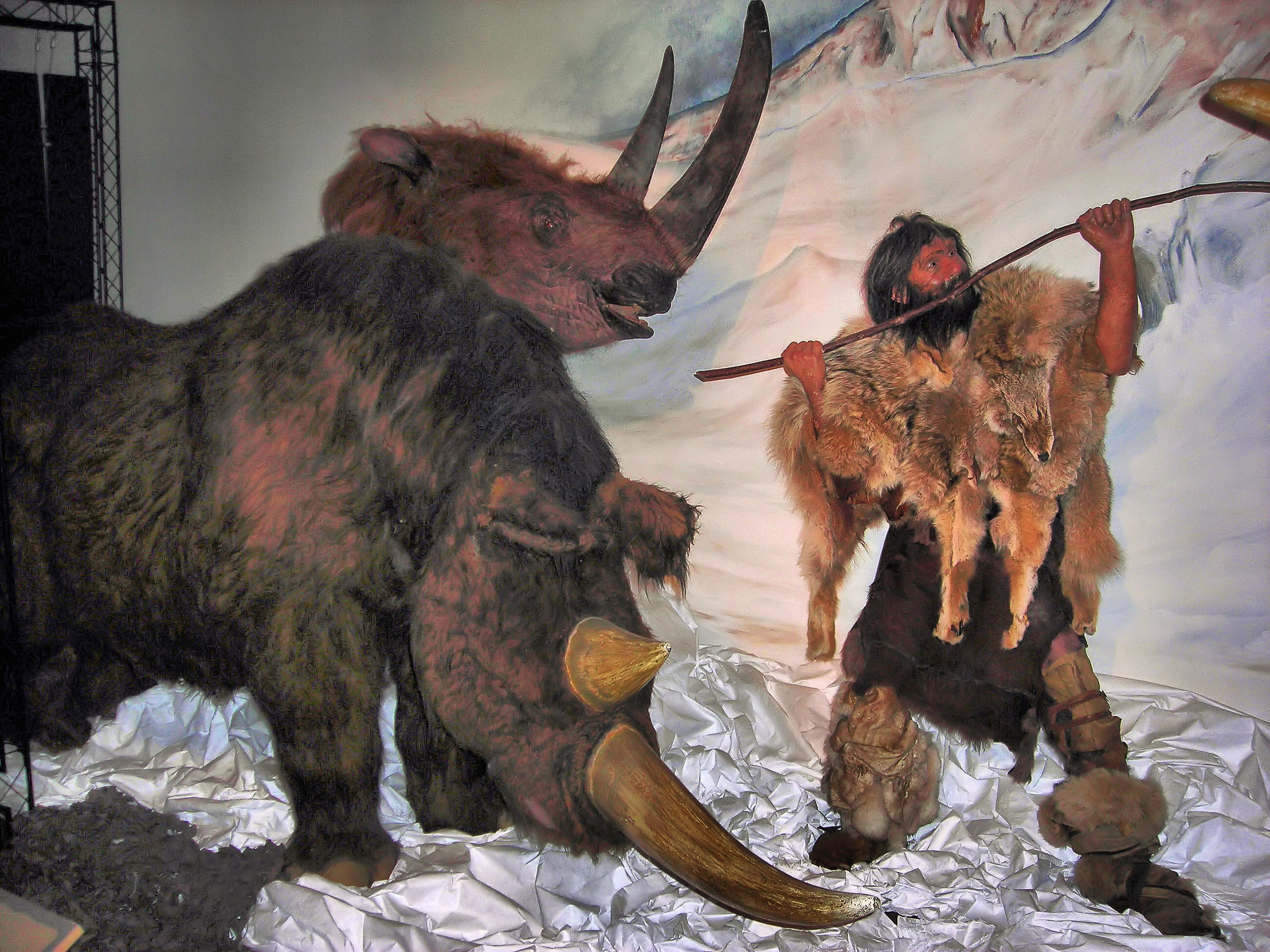
Modelos de rinocerontes lanudos de la exposición Walking with Beasts

La BBC inauguró una exposición basada en Walking with Beasts en 2007. La exposición incluía modelos de tamaño natural de muchos de los animales que aparecieron en la serie, información sobre la ciencia detrás de Walking with Beasts, animatrónicos y títeres originales de la serie, fósiles reales, así como diversas actividades para los visitantes.
La exposición se celebró por primera vez en el Horniman Museum de Londres del 10 de febrero al 4 de noviembre de 2007. Posteriormente fue en el Centro de Ciencias de Aberdeen en Aberdeen, Escocia, del 23 de marzo al 30 de septiembre de 2009 luego en la Galería de Arte y Museo Herbert en Coventry, Inglaterra, del 2 de julio al 30 de octubre de 2011.

### Videojuego
Walking with Beasts: Operation Salvage es un videojuego en CD-ROM para Windows desarrollado por Absolute Studios y publicado por BBC Worldwide Ltd. el 23 de noviembre de 2001 como complemento de la serie. Es un juego del subgénero shoot 'em up, y se desarrolla en 2026, después del descubrimiento por parte de la humanidad del viaje en el tiempo. Los jugadores asumen el papel de un agente del World Wildlife Bionetwork (WWB), viajando en el tiempo a lo largo del Cenozoico, observando diferentes animales y luchando contra una organización que está atrapando a las diferentes criaturas. El juego recibió críticas mixtas: 7Wolf Magazine le dio 4,3 sobre 10 y Absolute Games le dio 40 sobre 100.

### Versión interactiva
Walking with Beasts se emitió como un programa interactivo durante su transmisión original en el Reino Unido, siendo la primera vez que la BBC desarrolló un servicio interactivo para un programa no deportivo. Entre las diversas funciones interactivas accesibles a través de los controles remotos de los espectadores se encontraba la posibilidad de cambiar entre la narración de Kenneth Branagh y Dilly Barlow, acceder a cifras y hechos a través de ventanas emergentes y ver material detrás de escena.

### Sitio web
En 2001 se lanzó un sitio web complementando a la serie. El sitio web Walking with Beasts presentaba amplia información detrás de escena sobre la producción de la serie, información sobre la evidencia fósil utilizada para reconstruir los animales y sus entornos, archivos de datos sobre los animales, numerosos artículos sobre temas paleontológicos como el clima durante el Cenozoico y la extinción de los dinosaurios no avianos, así como diversos juegos. Los juegos incluían el "experimento Shoot the Fish", donde los jugadores podían experimentar con la evolución a través de una población de peces simulada, juegos que trataban temas como el camuflaje y la fosilización, así como rompecabezas con diferentes esqueletos de animales.